# Lophyrocera
Lophyrocera is een geslacht van vliesvleugeligen uit de familie Eucharitidae. De wetenschappelijke naam van dit geslacht is voor het eerst geldig gepubliceerd in 1884 door Cameron.

## Soorten
Het geslacht Lophyrocera omvat de volgende soorten:
- Lophyrocera apicalis Ashmead, 1892
- Lophyrocera chilensis (Brèthes, 1916)
- Lophyrocera daguerrei (Gemignani, 1947)
- Lophyrocera plagiata (Walker, 1862)
- Lophyrocera pretendens (Walker, 1862)
- Lophyrocera stramineipes Cameron, 1884
- Lophyrocera variabilis Torréns, Heraty & Fidalgo, 2008